# Вайс, Эрнст
Эрнст Вайс (нем. Ernst Weiß, 28 августа 1882[…], Брно, Цислейтания[…] — 15 июня 1940, Париж) — немецкоязычный австрийский писатель и врач еврейского происхождения.

## Биография

### Детство, учёба и начало врачебной карьеры (1882—1913)
Эрнст Вайс родился в моравском городе Брно, на территории Австро-Венгерской империи (ныне — Чехия) в еврейской семье торговца тканями Густава Вайса (Gustav Weiß) и его жены Берты (урождённой Вайнберг, Berta Weinberg). Он был вторым из четырёх детей. Оба его брата выбрали впоследствии своим занятием право, сестра, как и Эрнст, занялась медициной. Густав Вайс умер 24 ноября 1886 года, когда Эрнсту было всего 4 года. Несмотря на серьёзные финансовые проблемы, Эрнст поступил в 1894 году в школу, учился в Брно, Литомержице и Хостинне, в 1902 году успешно сдал экзамены и получил аттестат зрелости.
В 1902—1908 годах Вайс изучал медицину в университетах Праги и Вены. В то время он, по его собственным словам, не хотел быть ни поэтом, ни мыслителем, ни математиком, а только добропорядочным гражданином. После получения диплома Вайс работал врачом в Берне и Берлине. В 1911 году вернулся в Вену и работал в хирургическом отделении больницы Видена (район Вены). В этот период Вайс начал переписку с известным австро-еврейским философом Мартином Бубером.
Напряжённая работа подорвала здоровье молодого врача, он заболел туберкулёзом лёгких и в качестве лечения покинул Австрию, устроившись на службу судовым врачом. Так он совершил несколько плаваний в 1912 и 1913 годах, побывав в Индии и Японии, впечатления от которых позже легли в основу некоторых его романов и рассказов.

### Врач и писатель (1913—1920)
В июне 1913 года Вайс познакомился со Францем Кафкой. Это знакомство утвердило его на пути литературной деятельности, и уже в том же году при поддержке Кафки вышел первый роман Вайса «Die Galeere» («Галера»). Помимо Кафки, Вайс общался со многими другими пражскими писателями, среди которых Франц Верфель, Макс Брод и Йоханнес Урзидил (Johannes Urzidil). Тогда же начинающий писатель познакомился с танцовщицей и актрисой Рахелью Санцарой (Rahel Sanzara, настоящее имя Иоганна Блешке), на долгие годы ставшей его любовью и подругой.
В 1914 году Вайс был призван в австрийскую армию и участвовал в Первой мировой войне как офицер полковой медицинской службы. Воевал на Восточном фронте — в Венгрии и на Волыни, позже служил в тылу. В 1916 году вышел второй роман Вайса «Борьба» («Der Kampf»). Незадолго до окончания войны (1918) был награждён золотым Крестом за заслуги Медали за храбрость (golden Verdienstkreuz der Tapferkeitsmedaille). После войны Вайс жил в Праге, ставшей столицей Чехословакии, где вёл врачебную практику, в 1919—1920 годах работал хирургом в пражской городской больнице. В Праге в 1919 году состоялась премьера его драмы «Таня» («Tanja»).

### Писатель (1920—1933)
В 1920 году Вайс оставил карьеру врача и уехал из Праги. После недолгого пребывания в Мюнхене он поселился в Берлине (1921), где прожил следующее десятилетие, занимаясь литературной деятельностью. В числе прочего он работал в «Берлинском биржевом курьере» («Berliner Börsen-Courier»). В этот период он написал и издал несколько романов: «Нахар» («Nahar», 1921), «Испытание» («Die Feuerprobe», 1923), «Мужчины ночью» («Männer in der Nacht», 1925), «Боэтиус из Орламюнде» («Boetius von Orlamünde», 1928) и «Георг Летам. Врач и убийца» («Georg Letham. Arzt und Mörder», 1931), ставший последней работой Вайса перед эмиграцией; а также рассказы и пьесы, которые ставились в Берлине и Праге.
В 1928 году роман «Боэтиус из Орламюнде» (более позднее название «Аристократ», «Der Aristokrat») был отмечен серебряной медалью в Конкурсе искусств на IX Олимпийских играх в Амстердаме (номинация — эпические произведения). В 1930 году этот роман был удостоен австрийской премии Адальберта Штифтера (Adalbert-Stifter-Preis).
На доме по Луитпольдштрассе (Luitpoldstraße), 34, где Эрнст Вайс жил и работал с 1926 по 1931 год, ныне установлена мемориальная доска.

### Эмиграция (1934—1940)
Вскоре после пожара Рейхстага 27 февраля 1933 года писатель покинул Берлин и вернулся в Прагу, где работал и ухаживал за больной матерью. Она умерла в январе 1934 года, а четырьмя неделями позже Вайс эмигрировал во Францию, обосновавшись в Париже. Жизнь в Праге стала для него на этот раз периодом глубокой депрессии, от которой он оправился только за границей.
Не получив разрешения на занятие врачебной деятельностью, Вайс зарабатывал себе на жизнь, сотрудничая в различных эмигрантских изданиях. Этих денег не хватало и он вынужден был пользоваться помощью, которую ему оказывали писатели Томас Манн и Стефан Цвейг.
В 1934 году вышел новый роман Вайса «Тюремный доктор, или Сироты» («Der Gefängnisarzt oder die Vaterlosen», в 1936 году — роман «Бедный расточитель» («Der arme Verschwender»), посвящённый Стефану Цвейгу и ставший одним из самых известных произведений Вайса, а в 1937 году — роман «Соблазнитель» («Der Verführer»), который писатель посвятил Томасу Манну.
8 февраля 1936 года в Берлине скончалась от рака любимая Вайсом Рахель Занцара.
В 1938 году Вайс участвовал в конкурсе, объявленном Американской гильдией немецкой культурной свободы (American guild for German cultural freedom), представив антифашистский роман «Очевидец», написанный от имени врача, вылечившего во время войны ослепшего на почве нервного расстройства солдата АГ, и ставшего тем самым нежелательным свидетелем слабости будущего лидера, что роковым образом сказалось на его карьере и жизни. В основу романа был положен действительный случай, произошедший на фронте с Адольфом Шикльгрубером (Гитлером) на основании тех документов, которые Эдмунд Форстер успел передать противникам нацистов в 1933 году.
14 июня 1940 года, когда немецкие войска вошли в Париж, Эрнст Вайс решил покончить с собой. Он принял яд и вскрыл себе вены в номере отеля, где жил. Попытка самоубийства не увенчалась немедленным успехом, смерть наступила только на следующую ночь в парижской больнице. После его смерти исчез чемодан с неопубликованными рукописями. Место, где похоронен писатель, осталось неизвестным.
История самоубийства Эрнста Вайса послужила основой для романа немецкой писательницы Анны Зегерс «Транзит» («Transit», 1944).

## Сочинения
Эрнст Вайс был талантливым писателем, чей вклад в литературу часто считают недооценённым. Вайс пришёл в литературу из медицины, что оставило заметный след в его творчестве. Многие из его романов поднимают темы болезни, медицинской профессии и врачебной этики, криминальной психологии, страстного, порой неконтролируемого и опасного стремления к знаниям. Многие сюжеты и переживания взяты Вайсом из собственного опыта, например, борьба с туберкулёзом, работа военного врача и судового доктора. В творчестве Вайса силён экспрессионизм, основанный на фрейдистской психологии. На него оказал большое влияние Кафка, но произведения Вайса намного более реалистичны, чем другие тексты того времени.
- «Die Galeere» («Галера», 1913) — роман.
- «Der Kampf» («Борьба», 1916), в 1919 году название изменено на «Franziska» («Франциска») — роман.
- «Tiere in Ketten» («Звери в оковах», 1918) — роман.
- «Das Versöhnungsfest» («Праздник примирения», 1918) — поэзия.
- «Mensch gegen Mensch» («Человек против человека», 1918) — роман.
- «Tanja» («Таня», 1919) — драма.
- «Stern der Dämonen» («Звезда демонов», 1920) — рассказ.
- «Nahar» («Нахар», 1922) — роман.
- «Hodin» («Годин», 1923) — рассказ.
- «Die Feuerprobe» («Испытание», 1923) — роман.
- «Der Fall Vukobrankovics» («Случай с Вулкобранковичем», 1924) — криминальный репортаж.
- «Atua» («Атуа», 1923) — рассказы.
- «Männer in der Nacht» («Мужчины ночью», 1925) — роман.
- «Dämonenzug», («Дьявольский поезд», 1928) — рассказы.
- «Boëtius von Orlamünde» («Боэтиус фон Орламюнде», 1928), в 1930 году название изменено на «Der Aristokrat» («Аристократ») — роман.
- «Das Unverlierbare» («Неотъемлемое», 1928) — эссе.
- «Georg Letham. Arzt und Mörder» («Георг Летам. Врач и убийца», 1931) — роман.
- «Der Gefängnisarzt oder Die Vaterlosen» («Тюремный доктор, или Сироты», 1934) — роман.
- «Der arme Verschwender», Roman («Бедный расточитель», 1936) — роман. [lib.ru/INPROZ/WAJS/waster.txt См: текст в переводе Е. Закс.]
- «Jarmila» («Ярмила», 1937) — новеллы.
- «Der Verführer» («Соблазнитель», 1938) — роман.
- «Der Augenzeuge» («Очевидец», 1938), впервые опубликован в 1963 году под названием «Ich, der Augenzeuge» («Я, очевидец») из-за юридических проблем — роман.